# Victor Bodson

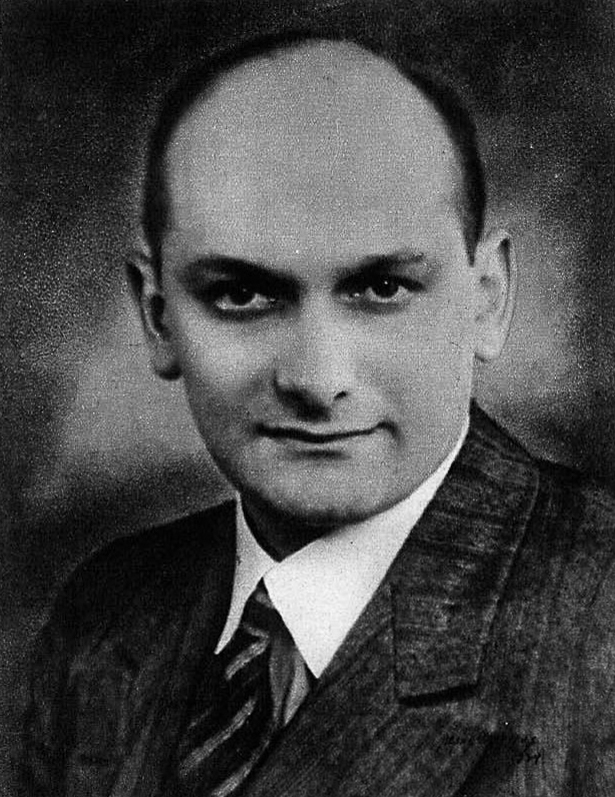
Victor Bodson (1935)

Victor Bodson (* 24. März 1902 in Luxemburg; † 29. Juni 1984 in Bad Mondorf) war ein luxemburgischer Politiker (LSAP).
Von 1940 bis 1947 und erneut von 1951 bis 1959 war er luxemburgischer Verkehrs- und Justizminister. Von 1964 bis 1967 führte er die luxemburgische Abgeordnetenkammer als Präsident an. 1967 wurde er von der Regierung des Großherzogtums in die Europäische Kommission entsandt. In der Kommission Rey wurde er dann von Präsident Jean Rey zum Kommissar für Verkehr ernannt. Als die Amtszeit der Kommission 1970 endete, wurde Albert Coppé neuer Verkehrskommissar, Albert Borschette wurde neuer von Luxemburg gestellter Kommissar.

## Rettung verfolgter Juden
Während des Zweiten Weltkriegs rettete Bodson etwa 100 Juden vor dem Holocaust. Er stellte sein Haus in Steinheim an der deutsch-luxemburgischen Grenze als Zwischenstation einer Fluchtroute für Juden aus Deutschland zur Verfügung. Die Flüchtlinge, die durch die Sauer geschwommen waren, wurden in seinem Haus versorgt und von Bodson auf sichere Verstecke verteilt.
Aufgrund seines Einsatzes wurde Victor Bodson 1971 als erster Luxemburger von Yad Vashem als Gerechter unter den Völkern geehrt.